# Армансперг, Йозеф Людвиг
Граф Иосиф Людвиг Армансперг (нем. Joseph Ludwig von Armansperg; 28 февраля 1787, Бад-Кёцтинг — 3 апреля 1853, Мюнхен) — президент регентства в Греции (1833—1835).

## Биография
Родился 28 февраля 1787 года в Кёцтинге, в Нижней Баварии.
Армансперг — выходец из древнего дворянского рода Баварии, получившего в 1719 году баронское, а в 1790 году — графское достоинство.
Окончив курс наук в Ландсгуте, он поступил в 1808 году на баварскую государственную службу и в 1813 и 1816 годах был гражданским комиссаром в баварской армии. В 1816—1823 годах он обратил на себя внимание, как директор Рейнского округа, организацией его финансов. Выбранный в 1815 году депутатом, он занял место второго президента второй палаты и действовал во главе умеренной либеральной оппозиции.
Король Людвиг I, вступив на престол, призвал его в Мюнхен. Быстро сделал его пожизненным государственным советником, министром внутренних дел и, наконец, министром финансов и иностранных дел. Но после того как на бурном ландтаге 1831 года Армансперг несколько раз пытался примкнуть к либеральной партии, он по окончании ландтага был удален из министерства.
Вскоре после того он стал во главе образовавшегося после Лондонского договора 7 мая 1832 года регентства Греции. В качестве председателя Регентского совета Армансперг высадился в Навплии вместе с молодым королём Оттоном 6 февраля 1833 года. С июня 1835 по 14 февраля 1837 года он был государственным канцлером и в последние месяцы, во время пребывания короля в Германии, правил страною почти с неограниченным полномочием.
Его четырёхлетнее управление принесло Греции много пользы. Но, окруженный тысячью препятствий, посреди горячих, не доверяющих друг другу партий, стесняемый соперничеством и интригами послов великих европейских держав, ссорясь с другими членами регентства, он не мог долго удержаться на своем посту. Получив отставку, он в марте 1837 года покинул Грецию и уехал к себе в поместье Эгг при Деггендорфе и принимал участие в общественных делах только в качестве государственного советника.
Умер 3 апреля 1853 года.

## Брак и дети
С 1816 года был женат на Терезе фон Вейхс (1787–1859) и имел четырёх дочерей:
- Луиза (1818–1835), с 1835 г. замужем за Михаилом Кантакузеном, братом Дмитрия
- София (1819-?), с 1835 г. замужем за Димитрием Кантакузеном, братом Михаила
- Каролина (1821–1888), первый брак - с Флорианом Мёрдесом (1823–1850), министром внутренних дел Баденского революционного правительства; второй брак - с Юлиусом Фрёбелем (1805–1893), политиком и писателем
- Мария Катарина (1828–1850), вышла замуж за барона Юлиуса Бернхарда фон Эйхталя (1822–1860)

Эта баварская ветвь графов Арманспергов по мужской линии пресеклась.